# Jiaxing Hornets
I Jiaxing Hornets sono una squadra di football americano di Jiaxing, in Cina.

## Dettaglio stagioni

### Tornei nazionali

#### Campionato

##### CBL
| Stagione | regular season | regular season | regular season | regular season | regular season | regular season | playoff | playoff | playoff | playoff | playoff | playoff           | playoff            |
|          | Vin            | Par            | Per            | Tot            | PF             | PS             | Vin     | Per     | Tot     | PF      | PS      | risultato         | avversaria         |
| -------- | -------------- | -------------- | -------------- | -------------- | -------------- | -------------- | ------- | ------- | ------- | ------- | ------- | ----------------- | ------------------ |
| 2016     | 1              | 0              | 1              | 2              | 32             | 40             | -       | -       | -       | -       | -       | -                 | -                  |
| 2017     | 0              | 0              | 4              | 4              | 43             | 135            | -       | -       | -       | -       | -       | -                 | -                  |
| 2018     | 4              | 0              | 1              | 5              | 115            | 47             | 1       | 0       | 1       | 14      | 12      | Playoff livello B | Shanghai Overlords |
| 2019     | 3              | 0              | 1              | 4              | 80             | 43             | -       | -       | -       | -       | -       | -                 | -                  |
| Totale   | 8              | 0              | 7              | 15             | 270            | 265            | 1       | 0       | 1       | 14      | 12      |                   |                    |

Fonti: Enciclopedia del Football - A cura di Roberto Mezzetti